# Indische Cricket-Nationalmannschaft in Pakistan in der Saison 1984/85
Die Tour der indischen Cricket-Nationalmannschaft nach Pakistan in der Saison 1984/85 fand vom 17. Oktober bis zum 9. November 1984 statt. Die internationale Cricket-Tour war Bestandteil der Internationalen Cricket-Saison 1984/85 und umfasste drei Tests und drei ODIs. Pakistan gewann die ODI-Serie 1–0, während die Test-Serie 0–0 unentschieden endete.

## Vorgeschichte
Indien spielte zuvor eine Tour gegen Australien, für Pakistan war es die erste Tour der Saison. Das letzte Aufeinandertreffen der beiden Mannschaften bei einer Tour fand in der Saison 1983/84 in Indien statt.

## Stadien
Die folgenden Stadien wurden für die Tour als Austragungsort vorgesehen.
| Stadion            | Stadt      | Kapazität | Spiele  |
| ------------------ | ---------- | --------- | ------- |
| Iqbal Stadium      | Faisalabad | 18.000    | 2. Test |
| National Stadium   | Karachi    | 34.228    | 3. Test |
| Gaddafi Stadium    | Lahore     | 60.000    | 1. Test |
| Arbab Niaz Stadium | Peshawar   | 20.000    | 3. ODI  |
| Bugti Stadium      | Quetta     | 7.000     | 1. ODI  |
| Jinnah Stadium     | Sialkot    | 18.000    | 2. ODI  |

## Kaderlisten
| Test | Test | ODI | ODI |
| Pakistan | Indien | Pakistan | Indien |
| --- | --- | --- | --- |
| - Abdul Razzaq - Ashraf Ali - Azeem Hafeez - Jalal -ud-Din - Javed Miandad - Manzoor Elahi - Mohsin Kamal - Mudassar Nazar - Qasim Umar - Saleem Malik - Tauseef Ahmed - Wasim Akram - Zaheer Abbas | - Mohinder Amarnath - Roger Binny - Kapil Dev - Anshuman Gaekwad - Sunil Gavaskar - Syed Kirmani - Madan Lal - Sandeep Patil - Chetan Sharma - Ravi Shastri - Maninder Singh - Dilip Vengsarkar - Shivlal Yadav | - Ashraf Ali - Javed Miandad - Manzoor Elahi - Mohsin Kamal - Mudassar Nazar - Naved Anjum - Rashid Latif - Saadat Ali - Sajid Ali - Tahir Naqqash - Tauseef Ahmed - Zaheer Abbas | - Mohinder Amarnath - Roger Binny - Kapil Dev - Anshuman Gaekwad - Sunil Gavaskar - Surinder Khanna - Syed Kirmani - Madan Lal - Ghulam Parkar - Sandeep Patil - Balwinder Sandhu - Chetan Sharma - Ravi Shastri - Maninder Singh - Dilip Vengsarkar |

## One-Day Internationals

### Erstes ODI in Quetta
| 12. Oktober Scorecard | Quetta | Pakistan 199-7 (40/40)       | – | Indien 153 (37.1/40) |
|                       |        | Pakistan gewinnt mit 46 Runs |   |                      |

### Zweites ODI in Sialkot
| 31. Oktober Scorecard | Sialkot | Indien 210-3 | – | Pakistan |
|                       |         | No Result    |   |          |

### Drittes ODI in Peshawar
| 2. November | Peshawar | Indien   | – | Pakistan |
|             |          | Abgesagt |   |          |

## Tests

### Erster Test in Lahore
| 17. – 22. Oktober Scorecard | Lahore | Pakistan 428-9d (158) | – | Indien 156 (72.5) & 371-6 (156) (f/o) |
|                             |        | Remis                 |   |                                       |

### Zweiter Test in Faisalabad
| 24. – 29. Oktober Scorecard | Faisalabad | Indien 500 (163) | – | Pakistan 674-6 (224.5) |
|                             |            | Remis            |   |                        |

### Dritter Test in Karachi
| 4. – 9. November Scorecard | Karachi | Pakistan | – | Indien |
|                            |         | Abgesagt |   |        |